# Baeus persordidus
Baeus persordidus är en stekelart som beskrevs av Perkins 1910. Baeus persordidus ingår i släktet Baeus och familjen Scelionidae. Inga underarter finns listade.